# Francisco Antonio González Oña
Francisco Antonio González Oña (Casar de Talamanca, 5 de febrero de 1773-Madrid, 23 de octubre de 1833) fue un hebraísta y sacerdote español.

## Biografía
Fue hijo de Francisco Javier Dionisio González de Torres y de María Vicenta Oña Urbina. Estudió dos cursos de Retórica, dos de Poesía y tres de Lengua Griega en los Reales Estudios de San Isidro (Madrid), así como tres años de Filosofía en Torrelaguna. En la Universidad de Alcalá de Henares obtuvo los títulos de bachiller en Filosofía y en Teología, materia esta última en la que se licenció (1798) y se doctoró después. Allí fue también catedrático de árabe dos años y de hebreo tres, y alcanzó alguna fama como predicador. Rigió y administró el Hospital de la Concepción o de La Latina en Madrid y, siendo capellán del Real Cuerpo de Guardias de Corps, fue nombrado confesor de la reina consorte de Fernando VII María Cristina de Borbón Dos Sicilias (1826-1832). 
Fue miembro supernumerario de la Real Academia de la Historia (1818), numerario (1828) y tesorero. Por otra parte, también ingresó en la Real Academia Española de la Lengua en 1814, donde llegó a ser secretario perpetuo. Inició su carrera en la Biblioteca Real el 30 de enero de 1802 como oficial supernumerario sin sueldo especialista en hebreo, para suplir la baja por defunción de Tomás Antonio Sánchez, y fue subiendo el escalafón hasta que desde 1829 obtuvo el grado de Bibliotecario Mayor, que desempeñó hasta su fallecimiento en 1833, aunque ya lo había sido interinamente desde 1816 a 1829 por la ausencia del titular Juan de Escoiquiz. En estas labores participó en los catálogos de impresos y de manuscritos y supervisó el traslado de la sede de la biblioteca dos veces, la primera en 1819 y la segunda en 1826. Falleció en Madrid el 23 de octubre de 1833; se conserva un retrato suyo obra del pintor Bernardo López Piquer.

## Órdenes y cargos

### Órdenes
- Caballero de la Orden de Carlos III (España, 1830)[3][4]
- Caballero de la Orden de la Legión de Honor (Reino de Francia, 23 de mayo de 1825)[5][4]
- Caballero de la Sagrada Orden Militar Constantiniana de San Jorge (Reino de las Dos Sicilias, c. 1830)[4]

### Cargos
- Bibliotecario mayor del rey de España.
- Predicador del rey de España.
- Confesor de María Cristina de las Dos Sicilias, reina consorte de España.
- Confesor del infante Francisco de Paula.
- Rector del Hospital de la Latina.
- Capellán del Real Cuerpo de Guardia de Corps.

## Obras
- Ed. de Collectio canonum ecclesiae Hispanae: ex probatissimis ac pervetustis codicibus nunc primum in lucem edita a publica Matritensi bibliotheca, Matriti: Ex typographia regia, 1808-[1821], muy reimpresa. En versión bilingüe se imprimió con el título Colección de cánones y de todos los concilios de la iglesia de España y de América: en latín y castellano, con notas e ilustraciones, 1859.
- Ed. de Epistolae decretales ac rescripta romanorum pontificum, 1821.
- Oración fúnebre [...] en las exequias celebradas [...] por la Congregación del apóstol san Pedro de señores presbíteros naturales de esta corte a la buena memoria del Cardenal Arzobispo de Toledo Don Francisco Antonio Lorenzana [...], Madrid, Viuda de Ibarra, 1804
- Sermón [...] en la solemne acción de gracias [...] de la Santa y Real Hermandad del Refugio y Piedad de esta Corte, con el plausible motivo de cumplirse dos siglos de su esclarecida fundación [...], Madrid, Imprenta Real, 1815.
- Sermón [...] en la solemne acción de gracias celebrada [...] por la Real Junta de Caridad con motivo de la fundación de escuelas para los niños pobres [...] en la iglesia parroquial de San Ginés [...], Madrid, J. Ibarra, 1816
- Oración fúnebre [...] en las exequias celebradas [...] en la iglesia de San Francisco de esta Corte [...] por [...] Doña María Isabel de Braganza [...], Madrid, Imprenta Real, 1819.
- Oración fúnebre [...] en las [...] exequias celebradas por el [...] Ayuntamiento de esta [...] Villa de Madrid en la iglesia de San Felipe el Real [...] en sufragio por el Rey Don Carlos IV de Borbón [...], Madrid, Repullés, 1819
- Oración fúnebre que en las solemnísimas exequias, celebradas en la iglesia del Real Monasterio del Escorial á la memoria del Rey Luis XVIII; pronunció el doctor D. Francisco Antonio Gonzalez.. Madrid: Imprenta Real. 1824.
- Oración fúnebre [...] en las [...] exequias celebradas [...] en la Real iglesia de San Isidro [...] por el [...] Ayuntamiento de esta [...] Villa de Madrid, a la digna memoria de la Reina Doña María Josefa Amalia de Sajonia [...], Madrid, Imprenta Real, 1829.
- El castigo de Luzbel. Auto sacramental, manuscrito (1819)